# حصن آل عبد الله بن عون (حجر الصيعر)

تعديل مصدري - تعديل

حصن آل عبد الله بن عون هي إحدى قرى عزلة حجر الصيعر بمديرية حجر الصيعر التابعة لمحافظة حضرموت، بلغ تعداد سكانها 21 نسمة حسب تعداد اليمن لعام 2004.